# Rue Mandar
La rue Mandar est une voie du 2e arrondissement de Paris, en France.

## Situation et accès
La rue Mandar est une voie publique située dans le sud-est du 2e arrondissement. Orientée d'est en ouest, elle débute au 57, rue Montorgueil et se termine au 66, rue Montmartre. Elle est longue de 162 m et large de 7,7 m.
Hormis à ses extrémités, la rue Mandar n'est rejointe ou traversée par aucune autre voie. Toutefois, le passage Ben-Aïad est accessible au no 8 et permet de rejoindre la rue Bachaumont, parallèle à une trentaine de mètres au nord.
Les numéros d'immeubles débutent à l'est, sur la rue Montorgueil, et croissent en se dirigeant vers l'ouest, vers la rue Montmartre. Comme d'usage à Paris, lorsqu'on remonte la rue, les numéros impairs sont situés à gauche et les numéros pairs à droite.
Comme le reste du quartier Montorgueil, la rue Mandar est une voie semi-piétonne ; son sol est recouvert de pavés.
Le quartier est desservi par la ligne 3 à la station Sentier.

## Origine du nom

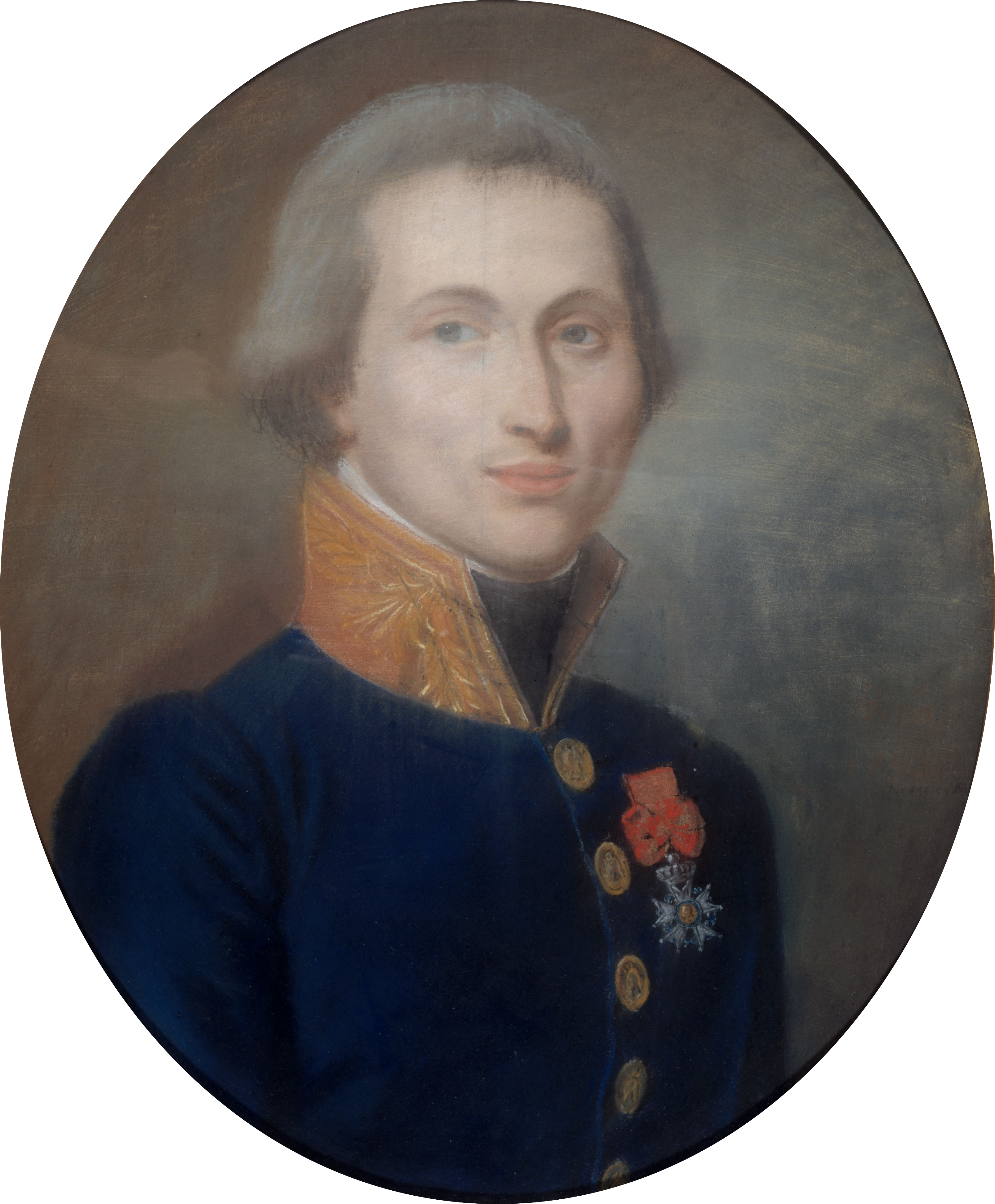
Charles-François Mandar.

Elle porte le nom de l'architecte Charles-François Mandar (1757-1844) qui y habitait et avait dessiné les immeubles riverains qui sont tous semblables et correspondent à l'idéal égalitaire de la Révolution.

## Historique
Sous l'impulsion de Jean-Barthélémy Le Couteulx de Canteleu, cette voie est ouverte, entre 1792 et 1795, par l'architecte Charles-François Mandar, pour relier les rues Montorgueil et Montmartre sous le nom de « cour Mandar » et fermée à chaque extrémité par une grille de fer.
Le 23 thermidor an IX (11 août 1803), elle devint une voie publique « pavée, éclairée et nettoyée aux frais de la commune » sous le nom de « rue Mandar ».
La rue coupait le passage des Saumons au niveau de la galerie Mandar, renommée par la suite passage Ben-Aïad.

## Bâtiments remarquables et lieux de mémoire
- No 9 : immeuble où habita Charles-François Mandar[1],[3].
- No 12 : l'apothicaire Blaise Borde (1759-1828), rendu célèbre par sa pommade aphrodisiaque, y a vécu[4].

## La rue dans la culture

### Au cinéma
- 2012 : Rue Mandar de Idit Cebula.

### Dans la littérature
Dans le roman de Balzac Illusions perdues, le journaliste Vernou habite avec sa famille rue Mandar. Cette adresse est présentée par le romancier comme un signe de misère et de médiocrité. 

## Pour approfondir